# Theresia Höynck
Theresia Höynck (* 27. November 1967 in Bonn)  ist eine deutsche Rechtswissenschaftlerin.

## Leben
Nach der Schule studierte Theresia Höynck in der Zeit von 1987 bis 1992 Rechtswissenschaft an den Freien Universität Berlin und der Universität Passau. Danach folgte ein Studium an der Europäischen Akademie für Rechtstheorie in Brüssel und Liverpool. 1996 wurde Theresia Höynck Geschäftsführerin der Deutschen Vereinigung für Jugendgerichte und Jugendgerichtshilfen e.V. Im selben Jahr legte sie ihr zweites juristisches Staatsexamen ab.
2001 wurde sie wissenschaftliche Mitarbeiterin am Kriminologischen Forschungsinstitut Niedersachsen. Vier Jahre später promovierte sie zum Doktor der Rechte an der Humboldt-Universität zu Berlin. Im Juni 2007 wurde sie stellvertretende wissenschaftliche  Direktorin des Kriminologischen Forschungsinstituts Niedersachsen. Aktuell ist Theresia Höynck Professorin an der Universität Kassel, wo einer ihrer Schwerpunkte die Kinder- und Jugendkriminalität ist. Zudem ist sie Vorsitzende der Deutschen Vereinigung für Jugendgerichte und Jugendgerichtshilfen (DVJJ).
Theresia Höynck ist verheiratet und hat zwei Kinder. Ihr Vater war Wilhelm Höynck (1933–2025).